# Anwar Ferguson
Anwar Lynden Ferguson (Exuma, 10 ottobre 1981) è un ex cestista bahamense.

## Carriera
Con le Bahamas ha disputato i Campionati centramericani del 2014.